# Eri Neumann
Eri Neumann (* 26. Januar 1897 in Hamburg; † März 1985 in Pfronten) war eine deutsche Volksschauspielerin und Hörspielsprecherin.

## Leben
Nach einer Schauspielausbildung gab Eri Neumann ihr Debüt 1921 als „Antje“ in Gorch Focks Königin von Honolulu an der Niederdeutschen Bühne, dem späteren Ohnsorg-Theater. Während sie die nächsten Jahre nur sporadisch den Schauspielberuf ausübte, gehörte sie ab 1934 zum festen Ensemble des Ohnsorg-Theaters. Sie spielte über dreißig Jahre lang zumeist komische Rollen neben Otto Lüthje, Heidi Kabel, Erna Raupach-Petersen und Henry Vahl, die sie durch Fernsehaufzeichnungen im Programm der ARD auch bundesweit bekannt machten. Auch in anderen Fernsehproduktionen wie der Unterhaltungsshow Haifischbar trat Eri Neumann auf. Ab Anfang der 1960er-Jahre übernahm sie nur noch unregelmäßig Rollen.
Wie ihre Ohnsorg-Kollegen trat sie auch immer wieder als Hörspielsprecherin, wie beispielsweise 1952 in der Rolle der Zitronenjette mit u. a. Magda Bäumken und Walter Scherau auf.

## Filmografie (Auswahl)
- 1962: Brand-Stiftung
- 1962: Der Bürgermeisterstuhl
- 1964: Hafenpolizei – Krumme Touren
- 1967: Und oben wohnen Engels
- 1969: Schneider Nörig
- 1969: Der Bürgermeisterstuhl
- 1974: Das Sympathiemittel

## Hörspiele
- 1951: Dat plattdütsche Krüppenspäl – Autor: Heinrich Schmidt-Barrien; Regie: Hans Freundt
- 1952: Vom Fischmarkt zum Dovenfleet – Autor: Heinrich Deiters; Regie: Hans Freundt
- 1952: De grote Krink – Regie: Hans Freundt
- 1952: Zitronenjette (Titelrolle) – Autor: Paul Möhring; Regie: Günter Jansen
- 1952: De Düwel lehrt danzen – Regie: Hans Freundt
- 1953: Buur Harms dröömt – Regie: Günter Jansen
- 1954: Hemmingstedt – Regie: Günter Jansen
- 1954: De grote Fraag – Regie: Hans Tügel
- 1961: Een Handbreet wieder ... – Regie: Rudolf Beiswanger
- 1962: De billige Köök – Regie: Günther Siegmund
- 1962: De Dochter – Autorin: Gisela Schlüter; Regie: Günther Siegmund
- 1963: De trurige GmbH – Regie: Rudolf Beiswanger
- 1964: Söbenthein Sack Kaffee – Regie: Heini Kaufeld
- 1964: De Dintenfisch – Regie: Hermann Lenschau
- 1964: Dag und Nacht – Regie: Nicht angegeben
- 1966: De Wegg torügg – Regie: Curt Timm
- 1969: De Pietsch – Regie: Heini Kaufeld
- 1971: De Trepp – Regie: Hans Tügel
- 1973: To laat? – Regie: Karl-Heinz Kreienbaum

Datum unbekannt:
- De Börgermeisterstohl – Regie: Heinz Lanker
- De verloren Wiehnachtssteern – Regie: Günther Siegmund
- De mit dat Teken – Regie: Curt Timm